# Hôpital-Camfrout
Hôpital-Camfrout település Franciaországban, Finistère megyében. Lakosainak száma 2220 fő (2022. január 1.). Hôpital-Camfrout Daoulas, Hanvec, Irvillac és Logonna-Daoulas községekkel határos.

## Népesség
A település népességének változása:
| Lakosok száma | 1209 | 1407 | 1505 | 1869 | 2224 | 2216 | 2247 | 2232 | 2224 | 2220 |
|               | 1968 | 1982 | 1990 | 2006 | 2013 | 2015 | 2017 | 2019 | 2020 | 2022 |